# Potasznia (Myszków)
Potasznia (dawn. Pustkowie Potasznia) – dzielnica Myszkowa, przyległa do Będusza. Stanowi teren głównie rolniczy, mało zaludniony. Niegdyś na obszarze dzisiejszej Potaszni najprawdopodobniej znajdował się folwark. Dawniej posiadała własną administrację gromadzką (sołecką).

## Historia
Potasznia to dawne pustkowie, od 1867 w gminie Pińczyce. W latach 1867–1926 należała do powiatu będzińskiego, a od 1927 do zawierciańskiego. W II RP przynależała do woj. kieleckiego. 4 listopada 1933 gminę Pińczyce podzielono na siedem gromad. Pustkowie Potasznia wraz z wsią Będusz, folwarkiem Będusz, folwarkiem Fraszulka, pustkowiem Kowalczyki, pustkowiem Labry i pustkowiem Smudzówka ustanowiły gromadę o nazwie Będusz w gminie Myszków.
Podczas II wojny światowej włączone do III Rzeszy. Po wojnie gmina Pińczyce przez bardzo krótki czas zachowała przynależność administracyjną, lecz już 18 sierpnia 1945 roku została wraz z całym powiatem zawierciańskim przyłączone do woj. śląskiego.
1 kwietnia 1946 z gromady Będusz wyłączono Potasznię i utworzono z niej nową gromadę o nazwie Pustkowie-Potasznia Gromada Pustkowie-Potasznia przetrwała do 1954 roku.
W związku z reformą znoszącą gminy jesienią 1954 roku Potasznia weszła w skład gromady Będusz, która 1 stycznia 1956 weszła w skład nowo utworzonego powiatu myszkowskiego w tymże województwie. Po zniesieniu gromady Będusz 31 grudnia 1959 weszły w skład gromady Pińczyce.
W latach 1973–1976 ponownie w gminie Pińczyce, a po jej zniesieniu 15 stycznia 1976 – w gminie Koziegłowy. Od 1975 w województwie katowickim. 1 grudnia 1983 Potasznię wyłączono z gminy Koziegłowy, włączając ją do Myszkowa.